# Fortunato Ortombina
Fortunato Ortombina (Mantova, 10 maggio 1960) è un direttore artistico italiano, sovrintendente e direttore artistico del Teatro alla Scala di Milano dal 17 febbraio 2025.

## Biografia
Nato a Mantova il 10 maggio 1960, ha compiuto gli studi musicali e umanistici presso il Conservatorio e l'Università di Parma.
Dal 1980 al 1997 ha lavorato presso il Teatro Regio di Parma in qualità di professore d'orchestra, artista del coro, aiuto maestro del coro e maestro collaboratore (suggeritore, maestro di sala e di palcoscenico). Si è laureato in Lettere a pieni voti con lode nel 1987 con una tesi sul Teatro d’opera in Italia durante l'occupazione napoleonica, e seguendo corsi di filologia verdiana con Philip Gossett.
Tra il 1988 e il 1990 ha collaborato al Festival Verdi con ricerche e pubblicazioni sulla civiltà musicale di Parma negli anni della formazione di Giuseppe Verdi. Successivamente ha preso parte al progetto di edizione delle opere di Giacomo Meyerbeer promosso dalla Ricordi di Monaco di Baviera e dall'Università di Bayreuth. Dal 1990 al 1998 ha lavorato presso l'Istituto nazionale di studi verdiani con particolari responsabilità sia per lo studio e la trascrizione degli autografi del compositore, tra cui l’abbozzo di La traviata, sia per la pubblicazione dei suoi carteggi con Giulio Ricordi, Salvadore Cammarano e Antonio Somma. Ha inoltre compiuto la catalogazione di tutte le lettere conservate a Sant'Agata. Nel 1993 ha pubblicato l’unico autografo ad oggi conosciuto di Giuseppe Verdi su testo di Alessandro Manzoni, «Sgombra, o gentil», uno studio sulla genesi di Rigoletto e parte della biografia verdiana pubblicata nel CD rom Verdi realizzato dall’editore De Agostini.
La pratica teatrale e gli studi musicologici hanno determinato nel loro complesso una formazione ed un profilo professionale per i quali è stato chiamato ad assumere incarichi in alcuni tra i maggiori teatri d’opera italiani: dal 1997 al 1998 Assistente musicale della Direzione artistica del Teatro Regio di Torino; dal 1998 al 2001 Segretario artistico della Fondazione Teatro San Carlo di Napoli; - dal 2001 al 2002 Direttore della Programmazione artistica della Fondazione Teatro La Fenice di Venezia; dal 2003 al 2007 Coordinatore della Direzione artistica della Fondazione Teatro alla Scala di Milano; dall’a.a. 2005-2006 all’a.a. 2009-10 ha insegnato «Storia dei sistemi produttivi musicali» presso la Facoltà di Musicologia dell'Università degli Studi di Pavia, sezione di Cremona.
Dal gennaio 2007 è direttore artistico del Teatro La Fenice e dal novembre 2017 ne diviene anche Sovrintendente.
Dal settembre 2024 è Sovrintendente Designato della Fondazione Teatro alla Scala; ruolo che ha assunto a pieno titolo il 17 febbraio 2025 con la nomina da parte del consiglio di amministrazione e che ricoprirà fino al febbraio 2030.